# Frank Westmore
Frank Courtney Westmore (13 de abril de 1923 - 14 de mayo de 1985) fue un artista maquillador de Hollywood, miembro de la familia Westmore, acreditada con la introductora del arte del maquillaje en la industria cinematográfica de Hollywood.
Nació en Maywood, California, y falleció por una dolencia cardíaca en el St. Joseph's Medical Center en Burbank, California.
Después de aprender en Paramount con su hermano Wally, trabajó en películas como Farewell, My Lovely, Los Diez Mandamientos, Cintia, Two for the Seesaw y The Towering Inferno, y en series televisivas como Los Monsters, El Planeta de los Simios, Bonanza, Hart y Hart y Kung Fu. Por esta última ganó el premio Emmy al "Logro Excepcional en Maquillaje" en 1972, y fue también nominado sin éxito al año siguiente. Fue nominado una tercera ocasión en 1978 con su sobrino Michael por A Love Affair: The Eleanor and Lou Gehrig Story. También coescribió una biografía de la familia, The Westmores of Hollywood en 1976.